# Томас Саллі
Томас Саллі (19 червня 1783 — 5 листопада 1872) був американським портретистом. Народився у Великій Британії, більшу частину життя прожив у Філадельфії, штат Пенсильванія. Він малював у стилі Томаса Лоуренса. Його суб'єкти включали національних політичних лідерів, таких як президенти Томас Джефферсон і Джон Квінсі Адамс, генерал Марі Жозеф де Лафайєт, а також багато провідних музикантів і композиторів.
Окрім портретів заможних меценатів, він малював пейзажі та історичні твори, такі як Пасаж Делавер. Його роботи були пристосовані для використання на монетах США.

## Життя та кар'єра

### Раннє життя
Саллі народився у Хорнкаслі, штат Лінкольншир, Англія в 1783 році, в сім'ї акторів Меттью Саллі та Сарі Честер. У березні 1792 року Саллі та їх дев'ятеро дітей емігрували до Чарлстона, штат Південна Кароліна, де дядько Томаса керував театром. Саллі вперше виступив у театрі в ролі тумблера у віці 11 років у Чарлстоні. Після короткого навчання у страхового брокера, який визнав його мистецький талант, приблизно в 12 років Саллі почав малювати. Він навчався у свого зятя Жана Белзонса (активний 1794—1812), французького мініатюриста, доки в 1799 році вони не «провалилися».
Він повернувся до Річмонда, щоб навчитися малюванню мініатюр та приладів у свого старшого брата Лоуренса Саллі (1769—1804). Після смерті Лоуренса Томас Саллі одружився з вдовою брата Сарою (Анніс) Саллі. Він взяв на виховання дітей Лоуренса. У нього з Сарою було дев'ять дітей разом. Серед дітей були Альфред Суллі, Мері Честер Суллі, Джейн Купер Саллі (яка вийшла заміж за містера Дарлі), Бланш Саллі, Розалі Саллі та Томаса Вілкокса Саллі.
Саллі був одним із членів-засновників Товариства музичного фонду. Він малював портрети багатьох музикантів та композиторів, які також були учасниками.

### Кар'єра як художник

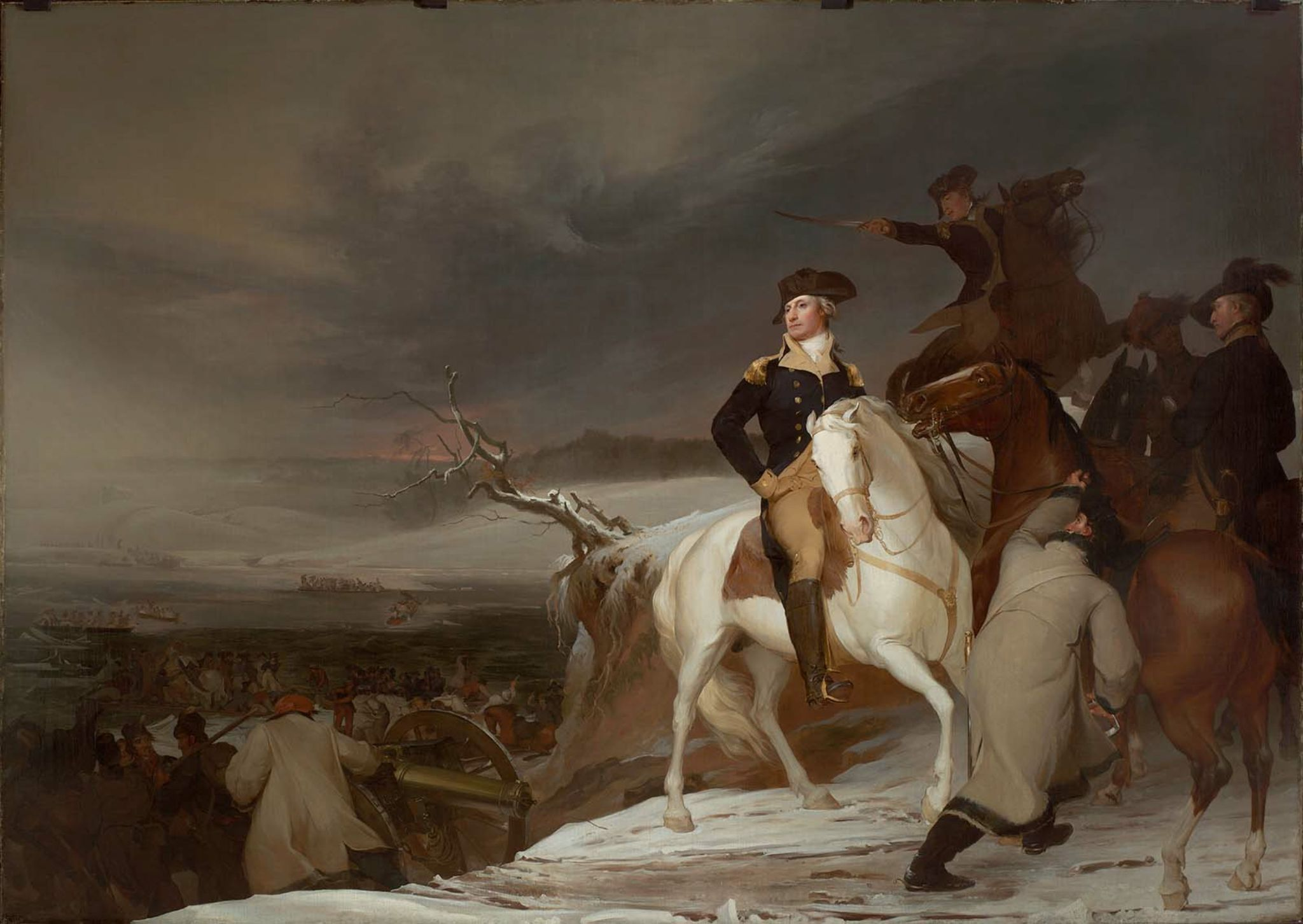
Прохід Делавер, 1819, Музей образотворчих мистецтв, Бостон

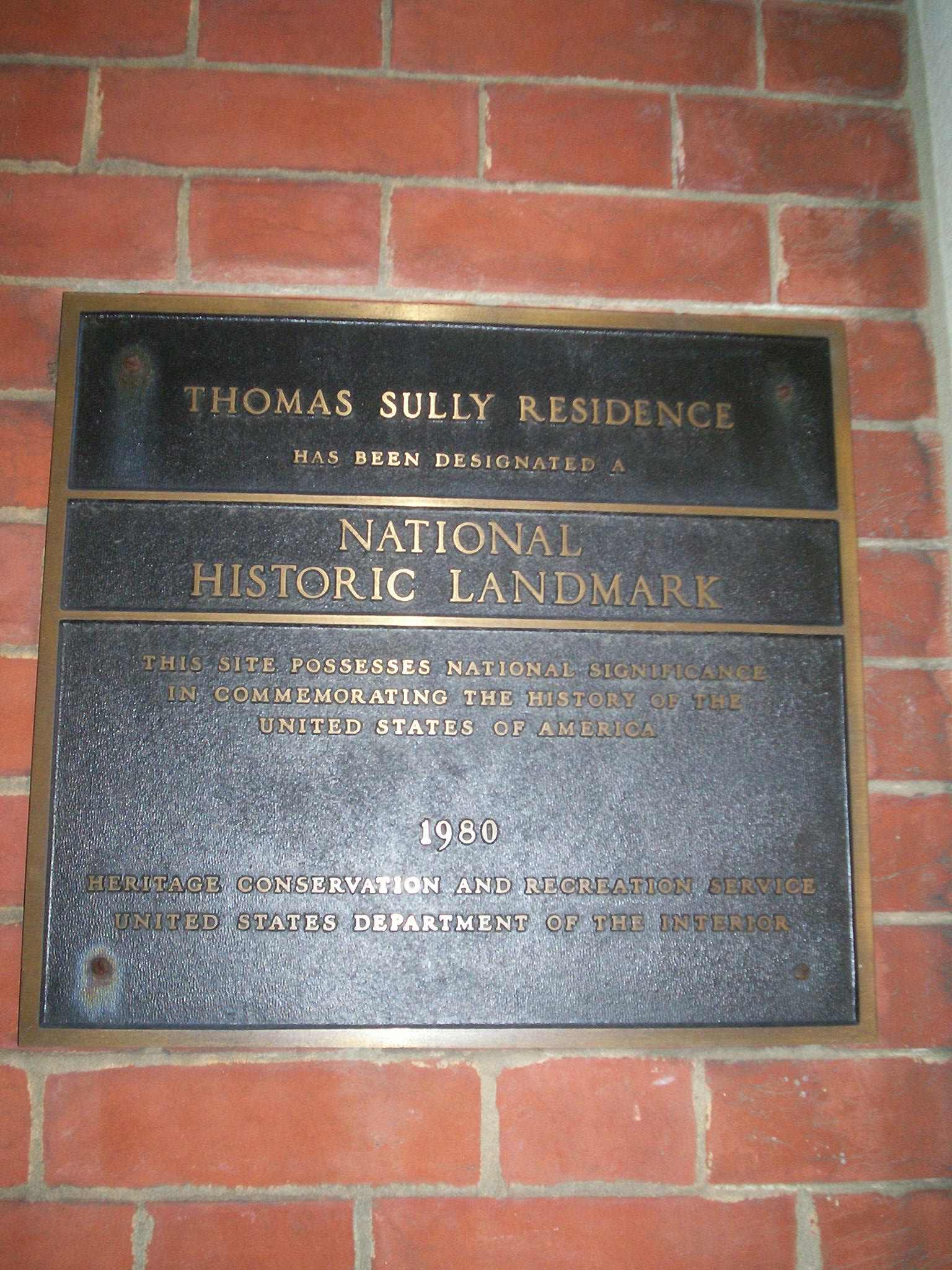
Меморіальна дошка на колишньому будинку Томаса Саллі на пагорбі Товариства

Саллі став професійним живописцем у 18 років 1801 року. Три тижні він вивчав портретний живопис у Гілберта Стюарта в Бостоні. Через деякий час у Вірджинії з братом Лоуренсом Саллі переїхав до Нью-Йорка.
Він оселився у Філадельфії у 1806 році, де прожив до кінця свого життя. У 1809 році Саллі виїхав до Лондона на дев'ять місяців навчання до американця Бенджаміном Вестом, який створив свою кар'єру живопису у Великій Британії.
1824 року портретисти Саллі Джона Квінсі Адамса, який став президентом протягом року, і генерал Марі Жозеф де Лафаєт, схоже, принесли йому широке визнання. Його портрет Адама зберігається в Національній галереї мистецтв, штат Вашингтон. Багато відомих американців того дня писали його портрети. У 1837—1838 рр. він був у Лондоні, щоб малювати королеву Вікторію на прохання Філадельфійського товариства Святого Георгія. Дочка Бланш допомагала йому в якості «королеви», моделюючи костюм королеви, коли її не було в наявності. Один із портретів Соллі Томаса Джефферсона належить Джефферсонському літературному та дискусійному товариству в Університеті Вірджинії та висить у ротондах цієї школи. Ще один портрет Джефферсона, цей з ніг до голови, висить у Вест-Пойнт, як і його портрет генерала Олександра Макомби.
Записи Саллі говорять, що він створив 2631 картину з 1801 року, більшість з яких зараз знаходиться у Сполучених Штатах. Його стиль нагадує стиль Томаса Лоуренса..Хоча він відомий як художник-портретист, Саллі також створив історичні твори та пейзажі. Прикладом колишнього є «Прохід Делавер» 1819 року, який зараз знаходиться в Музеї образотворчих мистецтв, Бостон.

### Смерть та спадщина

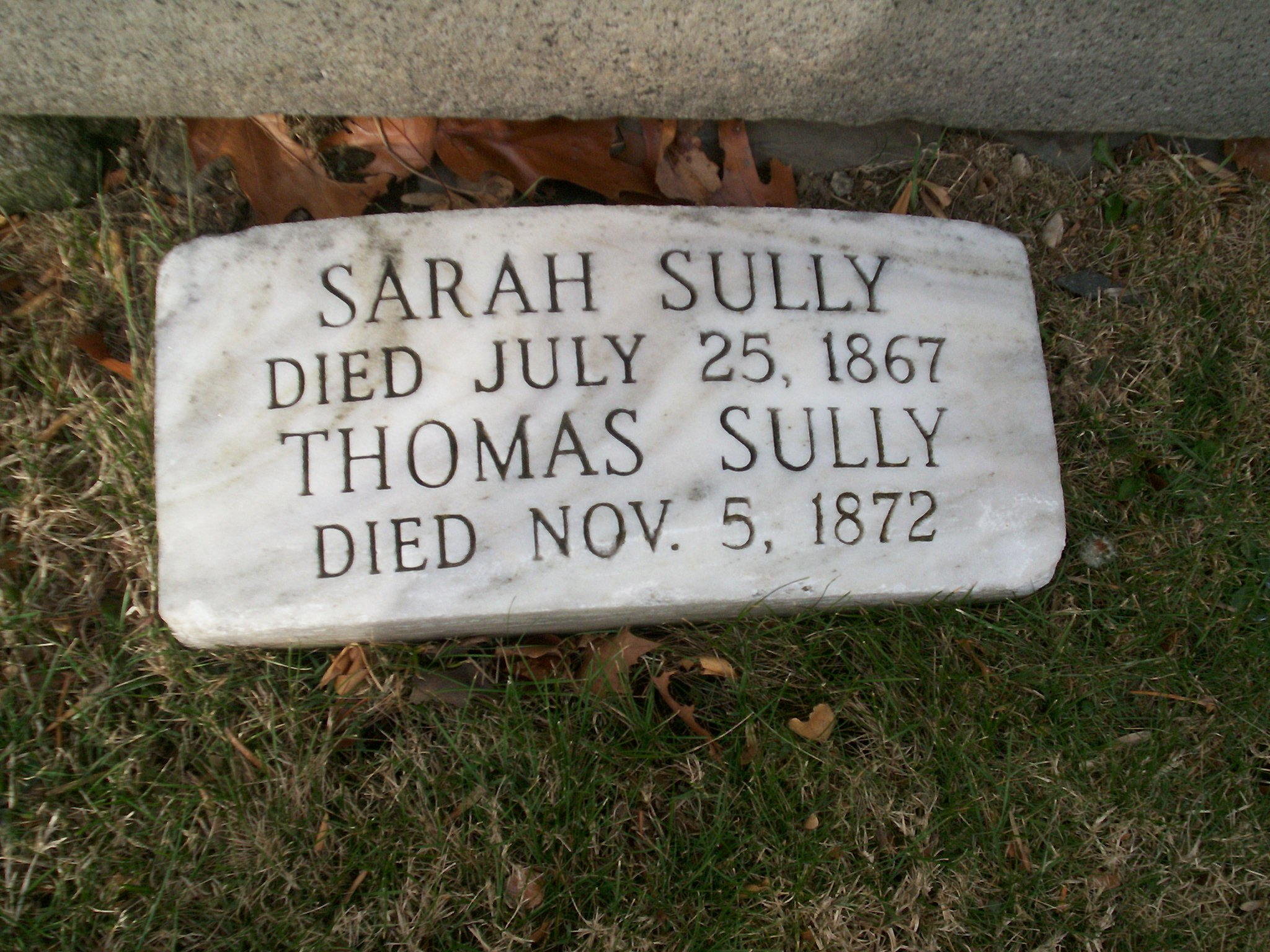
Могильний маркер для Томаса Саллі та його дружини Сари

Помер у Філадельфії 5 листопада 1872 року. Похований на кладовищі Лорел-Хілл. Його книга «Підказки для молодих живописців» була видана посмертно.
Його картини зберігаються та демонструються постійно у багатьох провідних світових художніх музеях. Два портрети Саллі висять у палатах діалектичного та благодійного товариств університету Північної Кароліни. Портрети, включаючи президента Джеймса К. Полка, були замовлені знатними випускниками Товариств. Аверсивна конструкція монети пів долара (Свобода, що сидить), яка почалася з долара Гобрехта в 1836 році і тривала до 1891 року, базувалася на його роботі. Портрет картини Саллі Анни та Гарріет Коулман був проданий на аукціоні у 2013 році за 145 000 доларів.
Його син Альфред Саллі служив бригадним генералом в союзній армії під час американської громадянської війни. Через Альфреда Томас Саллі — прадід Елла Делорія, відомий етнолог і письменник Янктона Дакота; прадіда художниці Мері Саллі (також відома як Сьюзан Мабель Делорія, 1896—1963); і прапрадіда Вайн Делорія-молодшого, вченого старого Дакота і автора «Кастер вмер за твої гріхи» (1969), американського маніфесту громадянських прав Індії.
Саллі був правдивим дядьком Томаса Саллі (1855—1939), архітектора, який народився у новому Орлеані.
Чарльз Генрі Ланно з Південної Кароліни був його учнем; він став живописцем-портретистом і художником громадянської війни.
Корабель свободи Другої світової війни Тома Саллі був названий на його честь.

## Галерея робіт

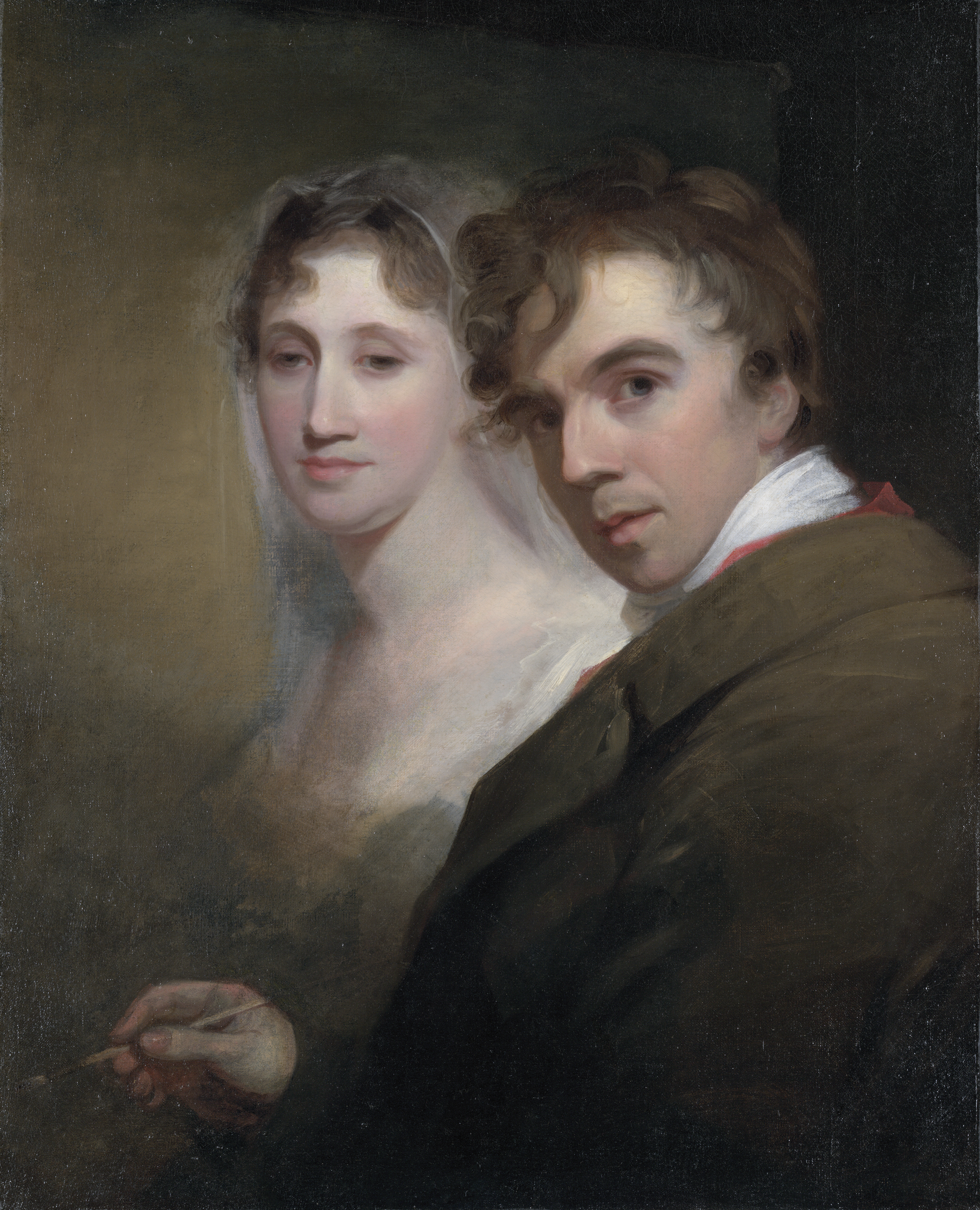
Портрет художника, що малює дружину, 1810 р. Полотно, масло, Єльська університетська галерея мистецтв.
Леді з арфою 1818 року, портрет Елізи Риджлі. Портрет був в особняку Хемптон з 1820-х по 1945 рік, коли був проданний Національній галереї мистецтв.[13]
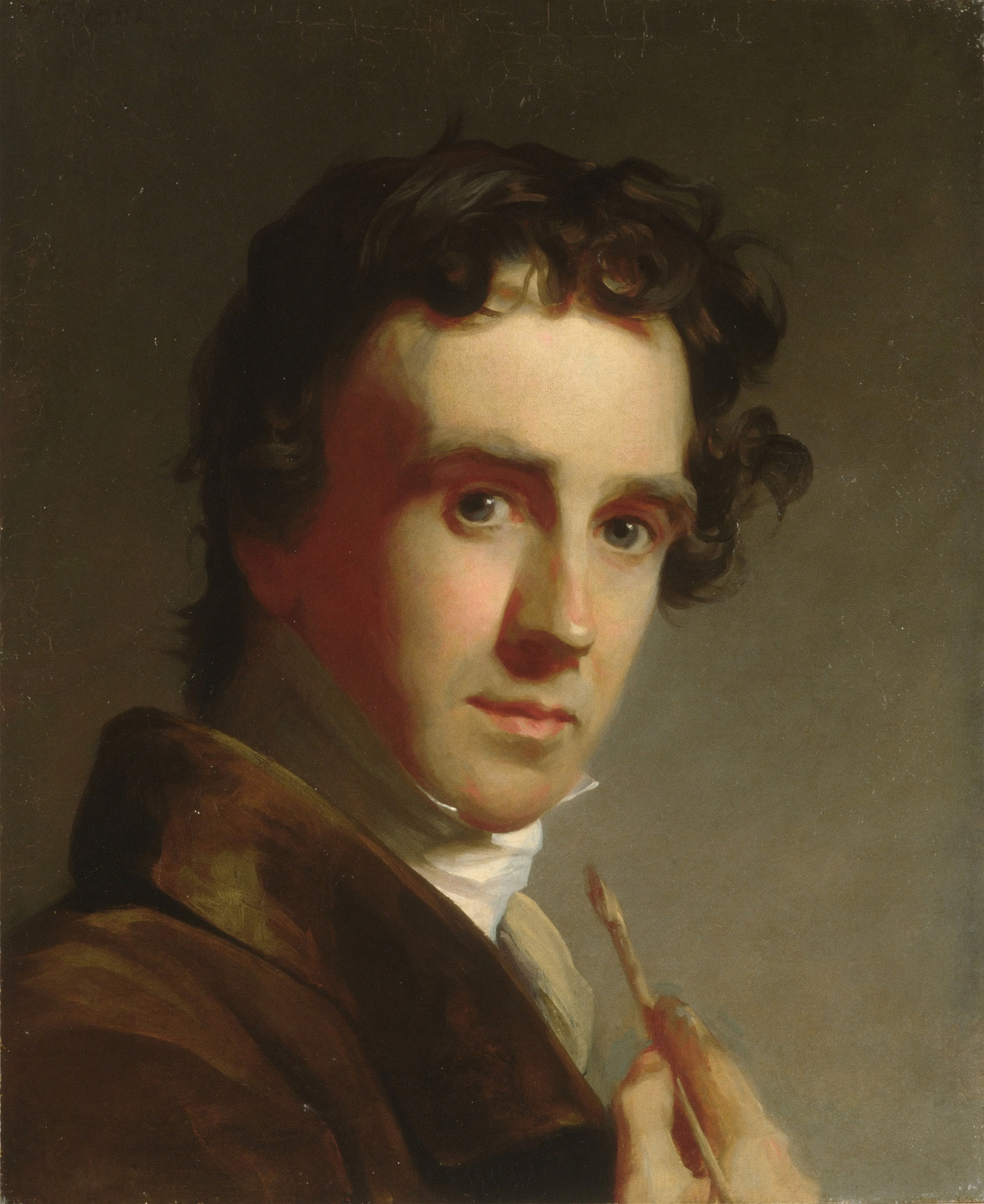
Портрет художника, 1821 р., Столичний музей мистецтв.
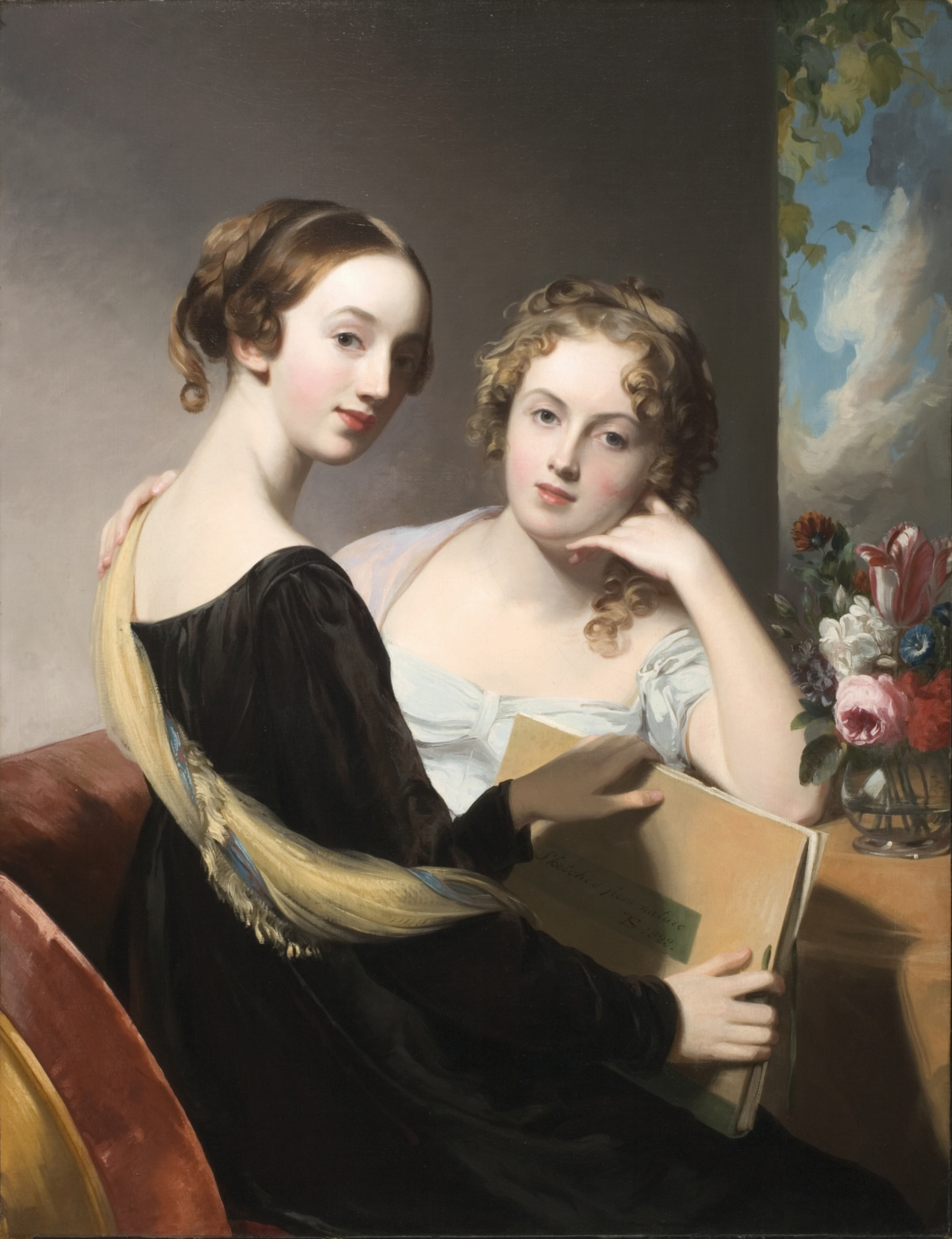
Портрет безвісти Мері та Емілі Маккюен, 1823 р., Музей мистецтв графства, Лос-Анджелес.
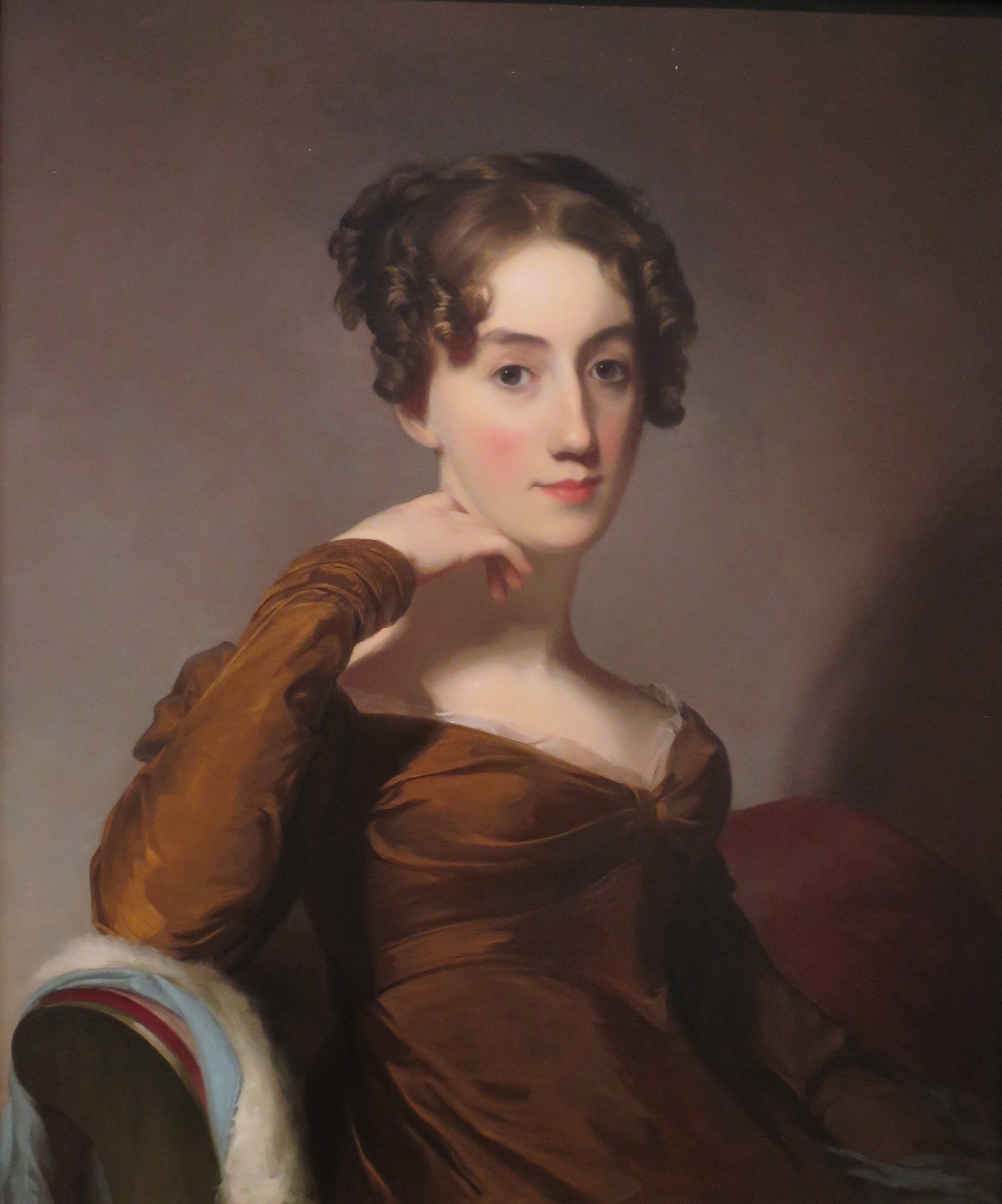
Портрет Елізабет Маккен Сміт, 1823 р. Полотно, олія, музей мистецтв Гонолулу
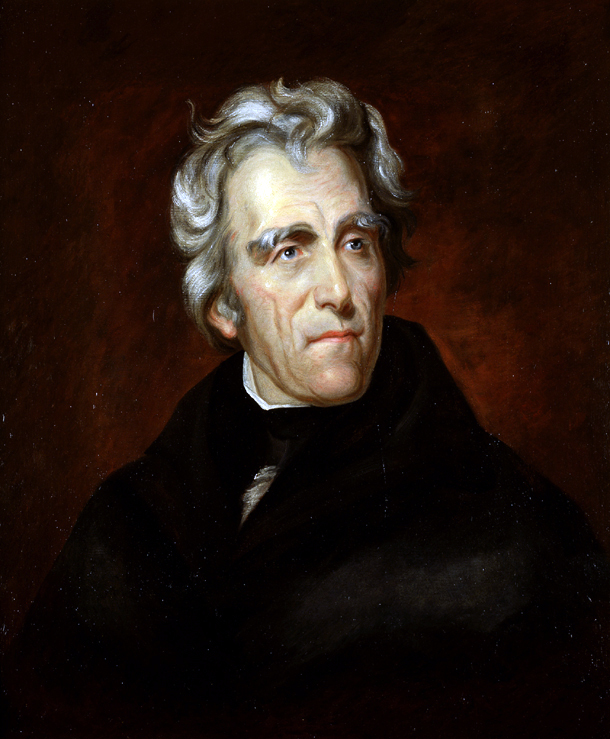
Портрет Ендрю Джексона, 1824 р., використовувався для двадцятидоларової купюри в США з 1928 року.
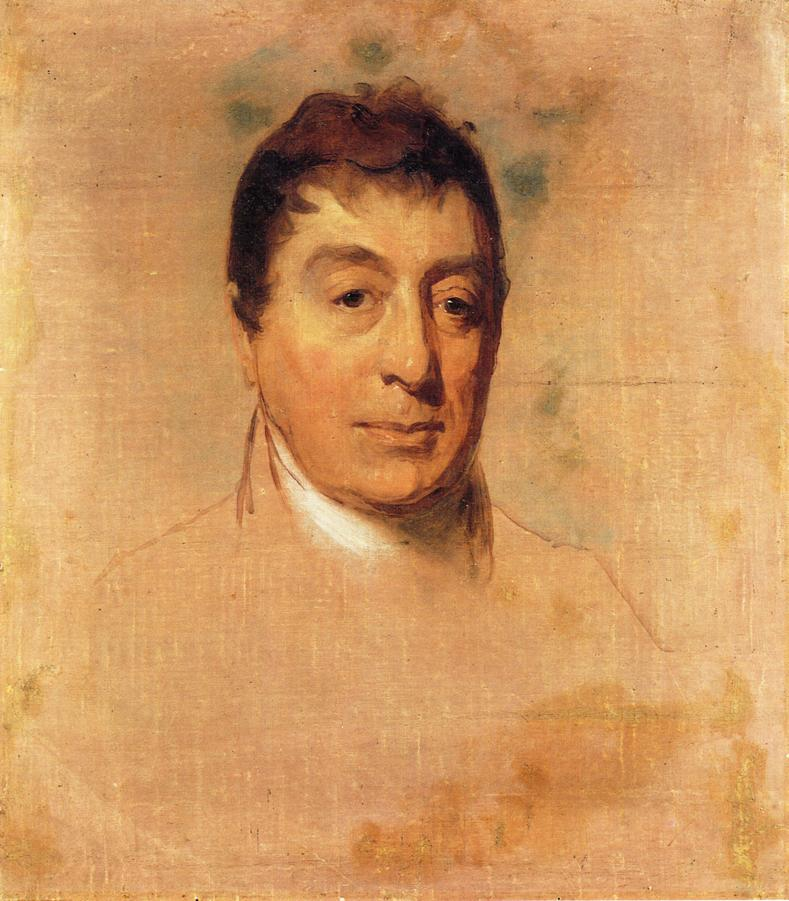
Дослідження життя маркіза де Лафаєта, 1824–1825, полотно, олія.
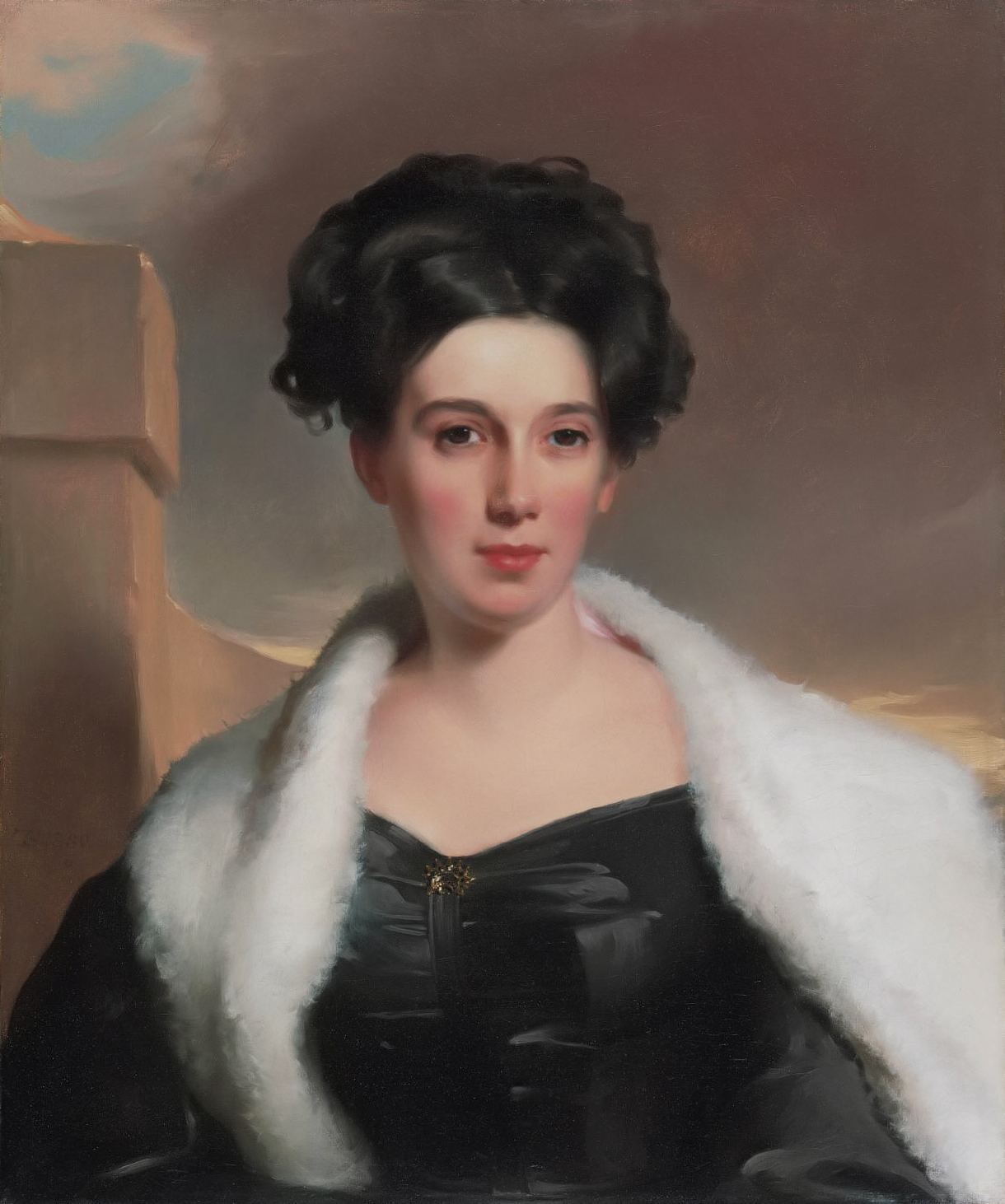
Портрет Мері Анн Хайде Норріс, 1830, Філадельфійський музей мистецтв.
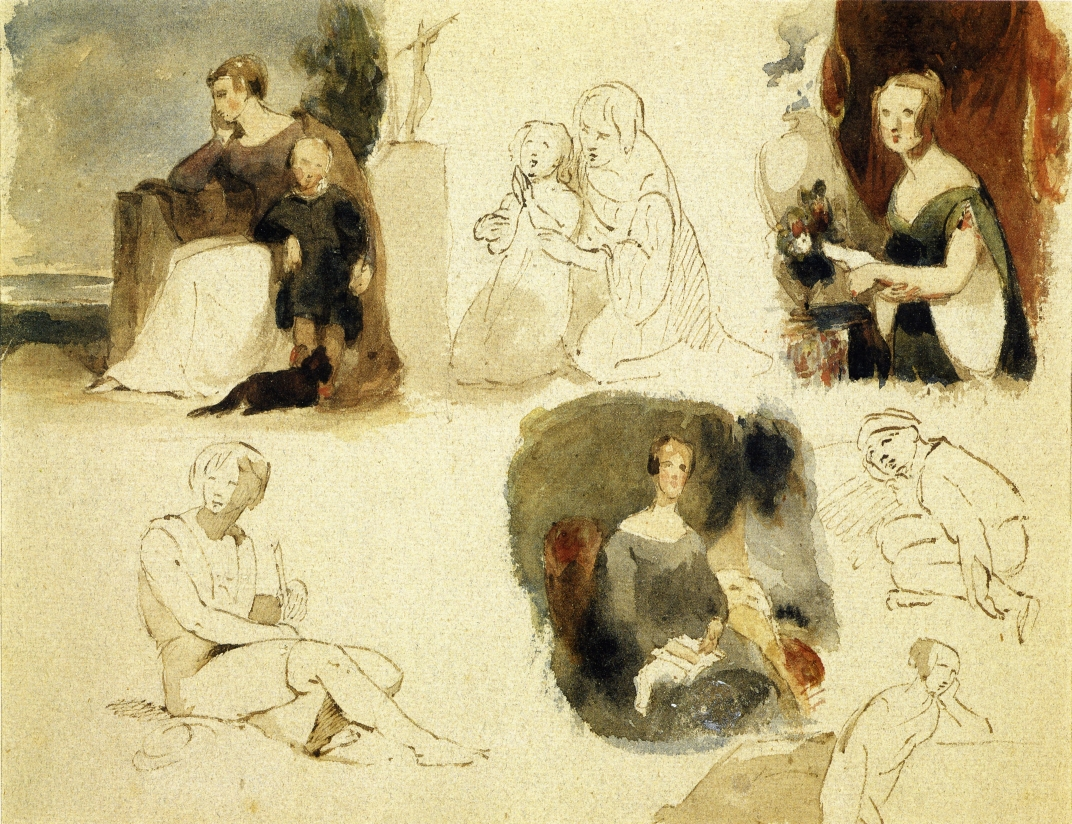
Аркуш з рисунком, 1830–1839, Музей образотворчих мистецтв, Бостон.
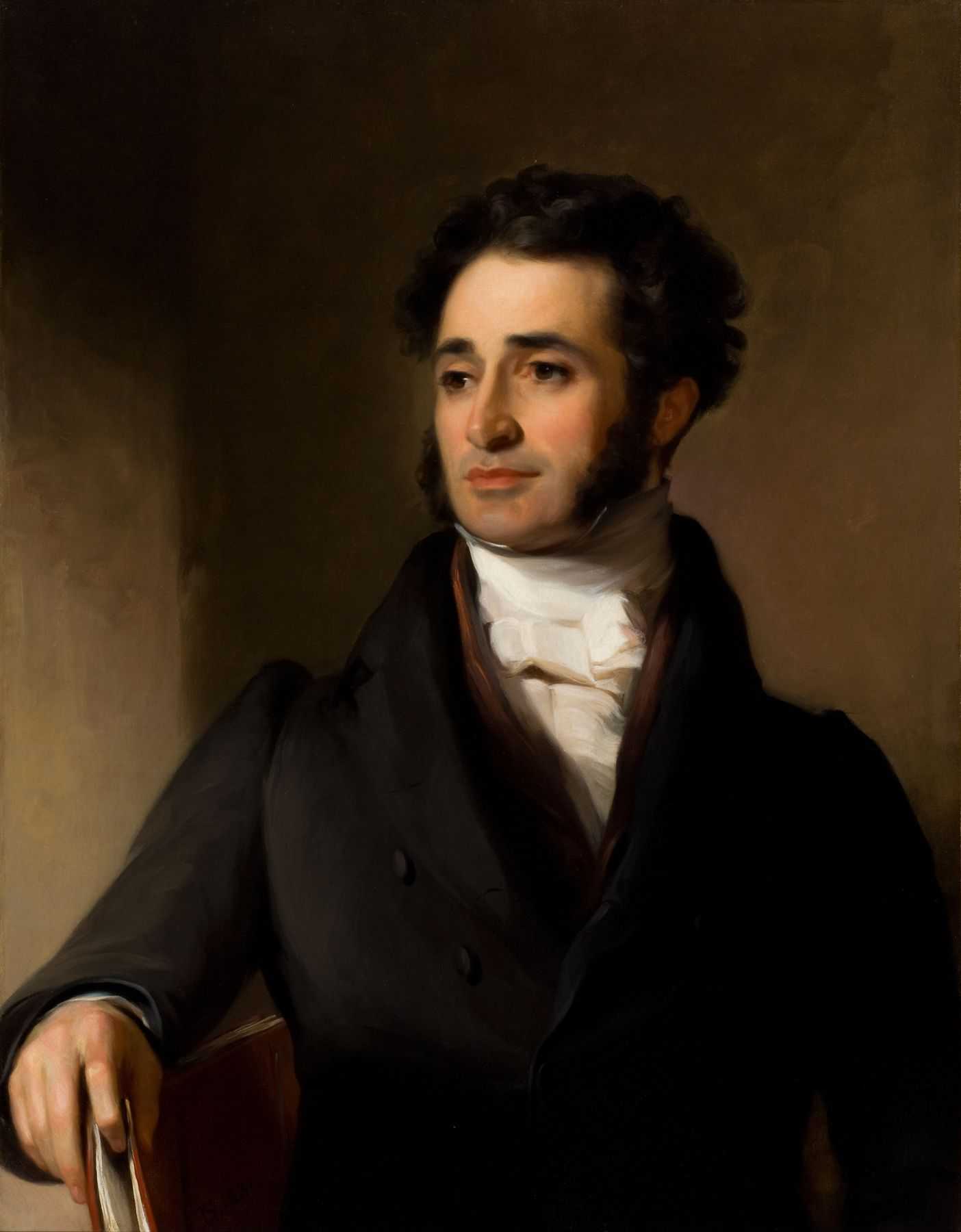
Джаред Спаркс, 1831 р., полотно, олія, Будинок музею американського мистецтва Рейнольди.
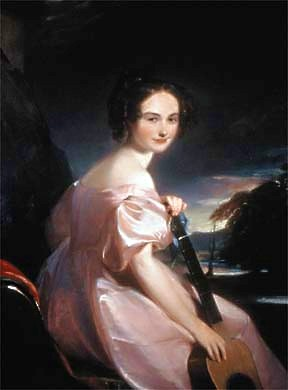
Міс Уолтон з Флориди, 1833 р. Полотно, олія, портрет Октавії Уолтон Ле Верт.
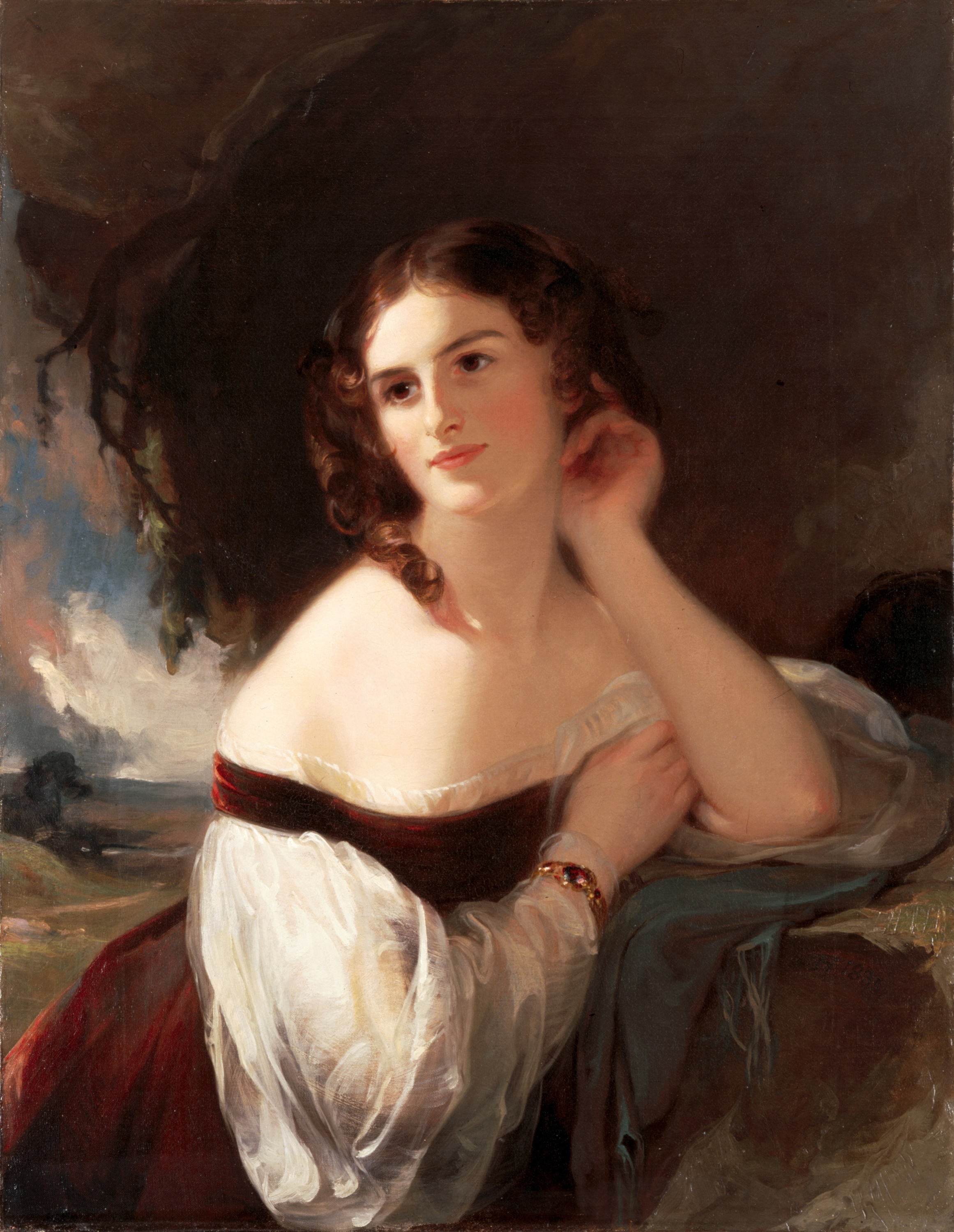
Портрет Фанні Кембл , 1834 рік.
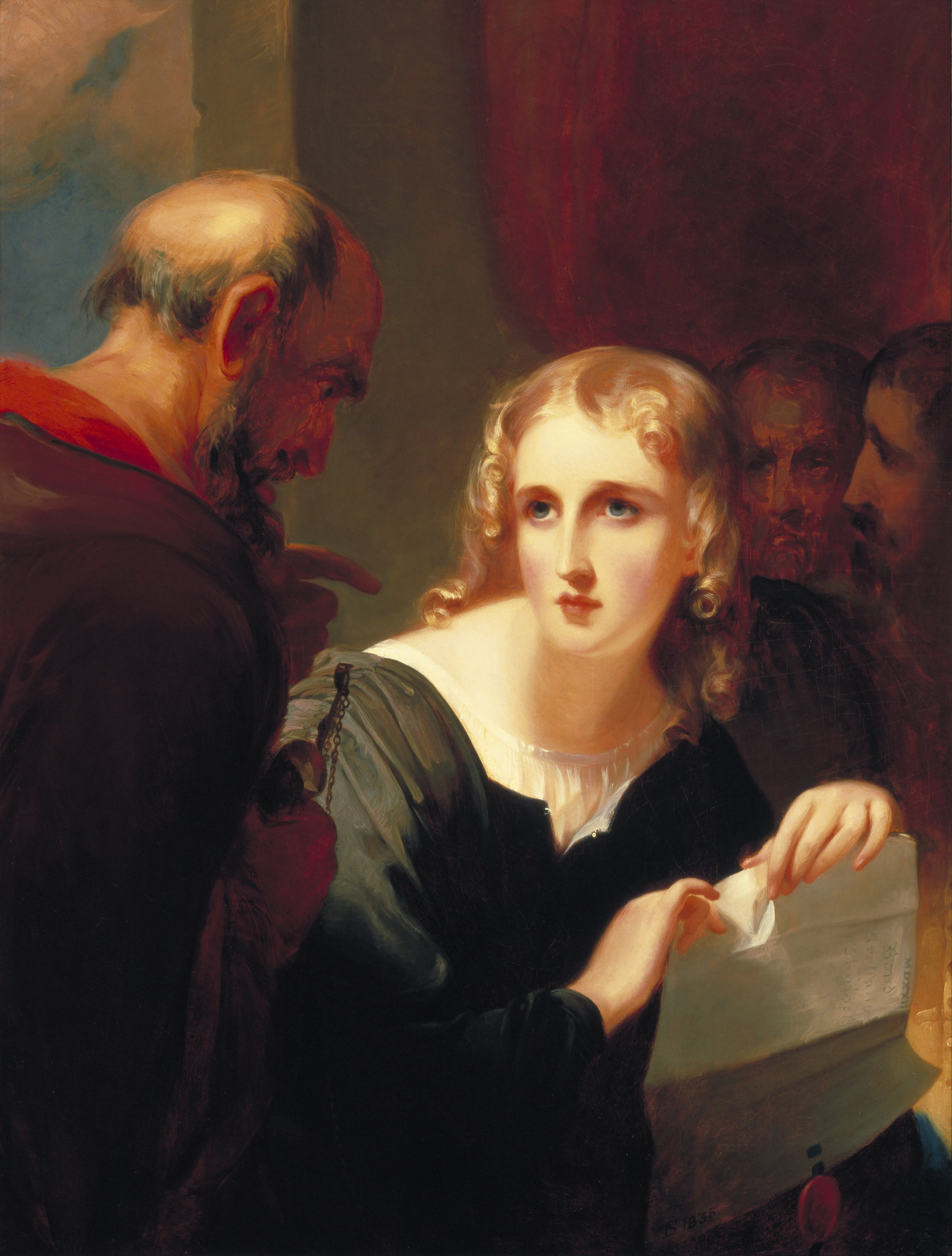
Портія і Шилок , 1835 рік.
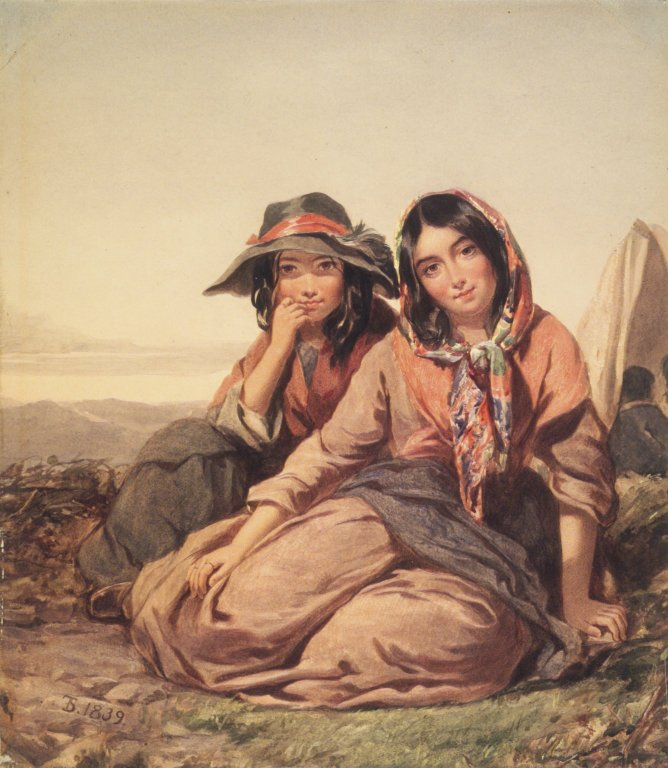
Діви-цигани, 1839 р., акварель, Бруклінський музей.
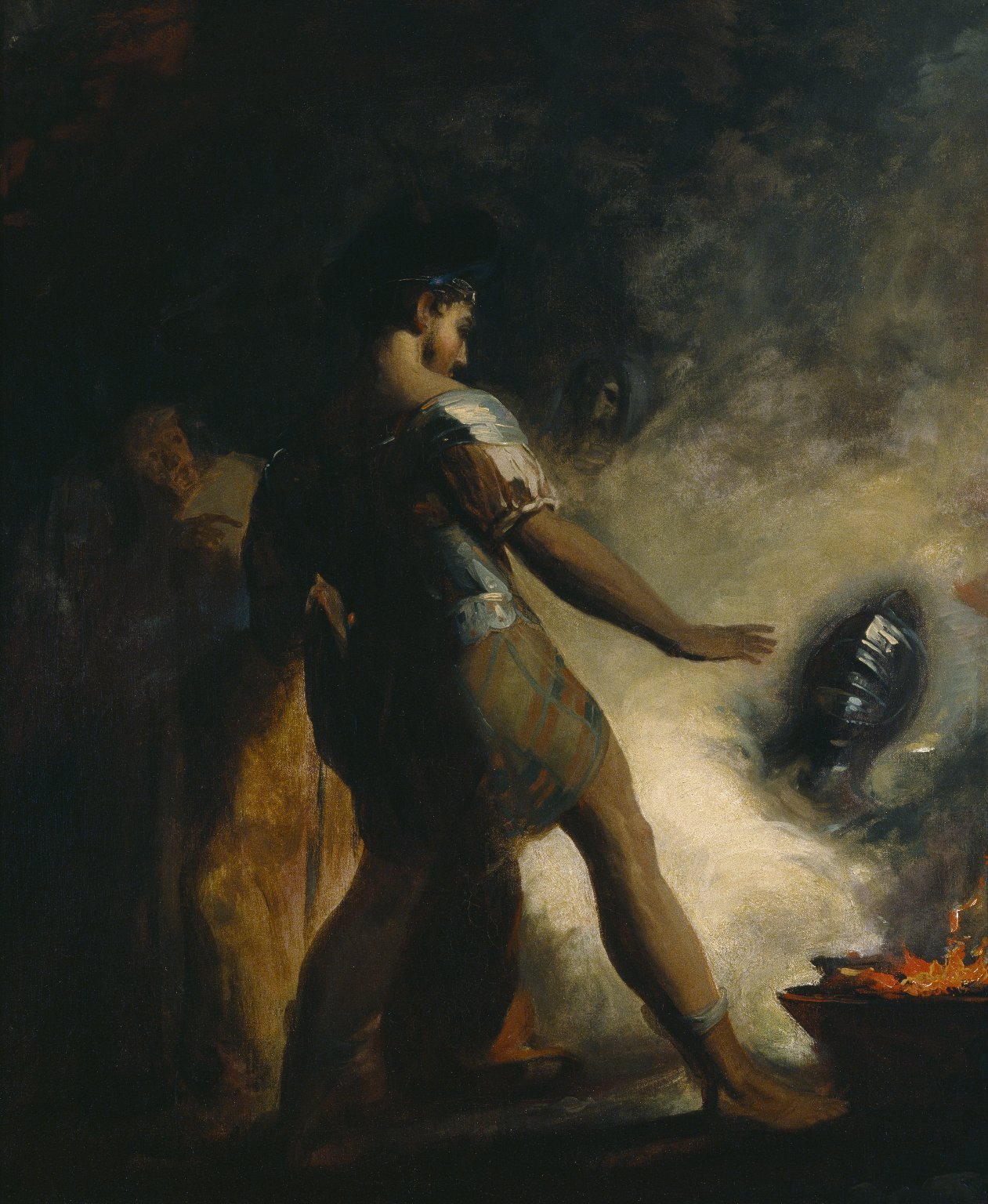
Макбет в печері відьом, 1840, бібліотека Фольгера Шекспіра.
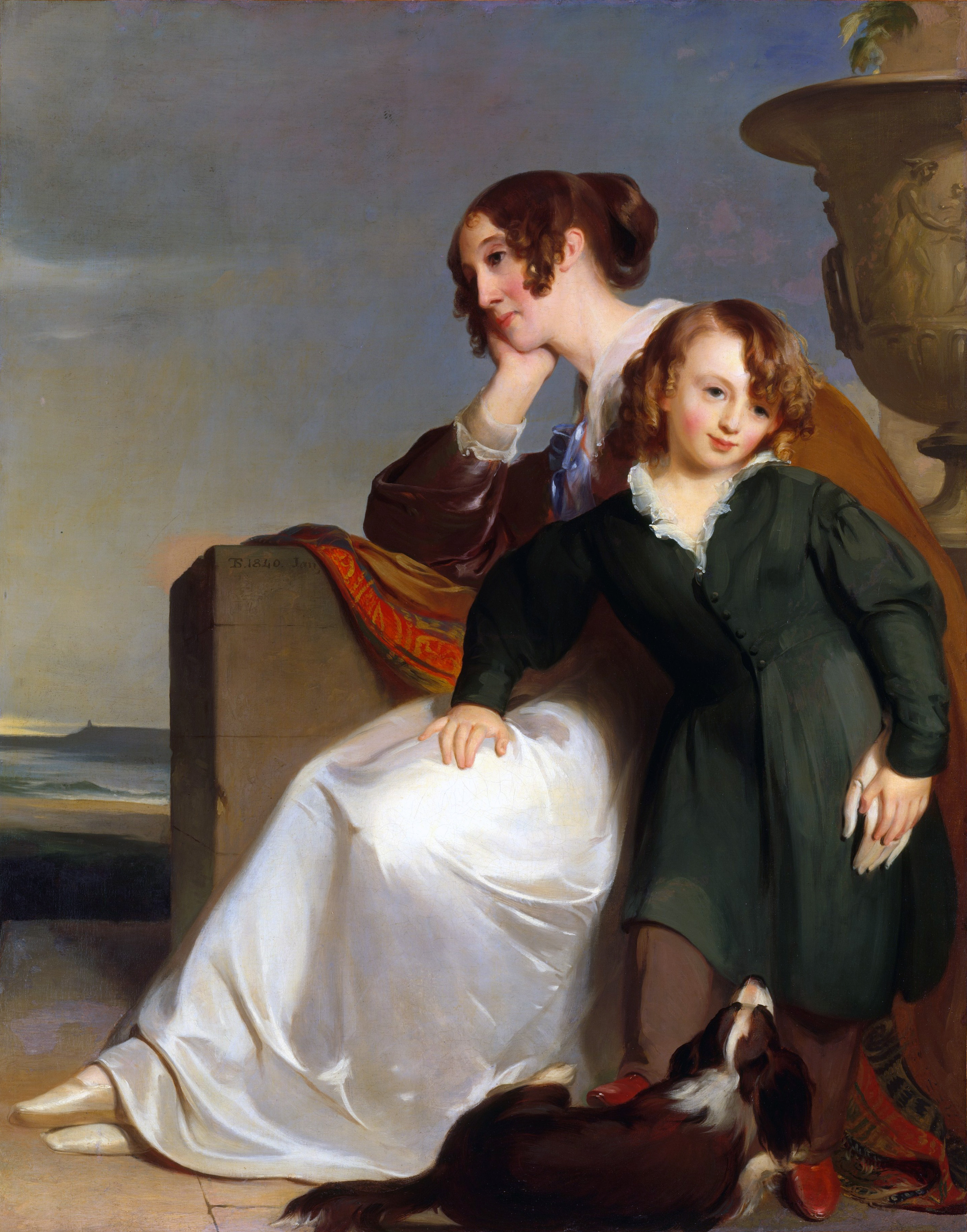
Мати і син, 1840, полотно, олія, Метрополітен-музей мистецтв, Нью-Йорк.
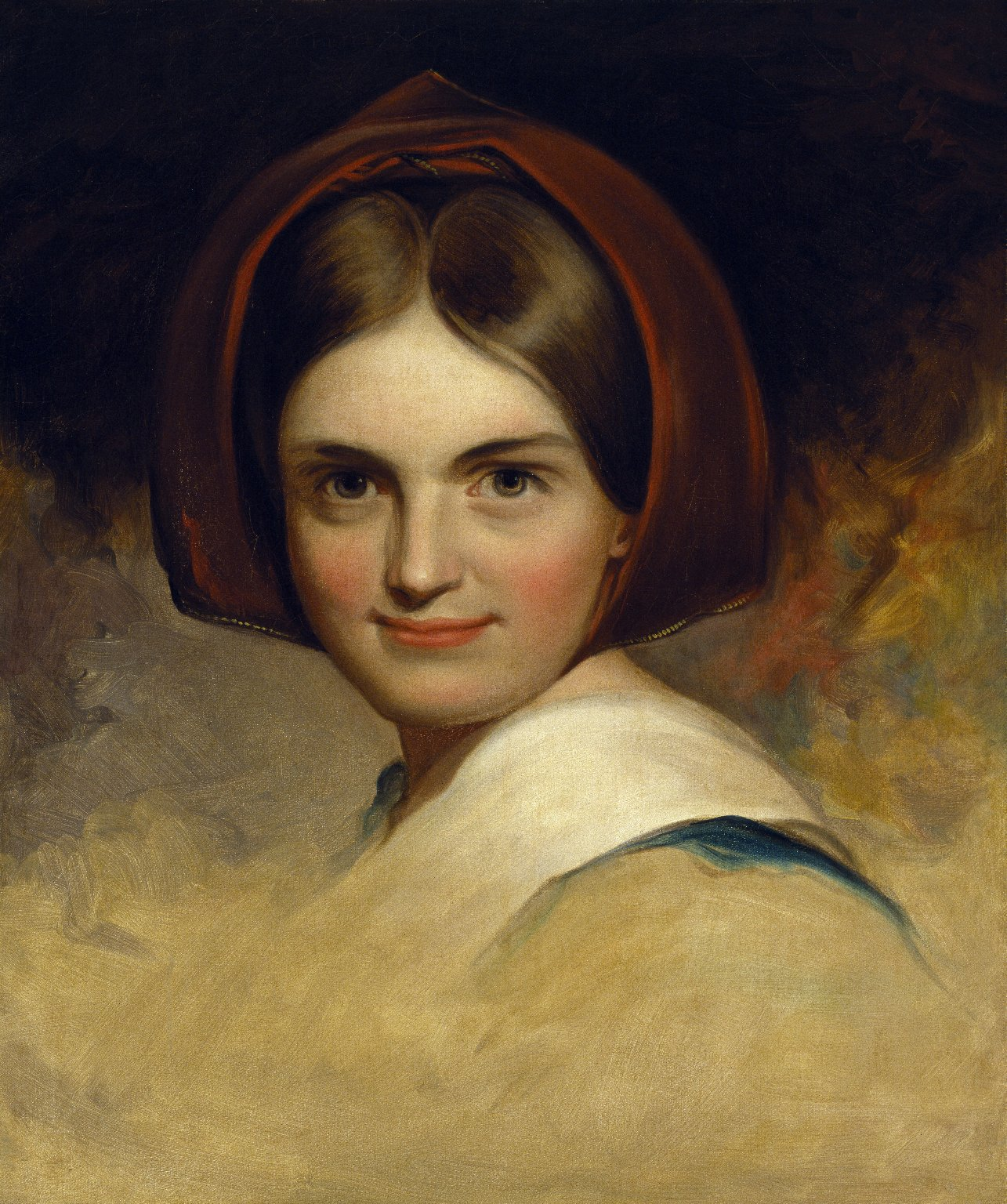
Шарлотта Кушман, 1843, бібліотека Фольгера Шекспіра.
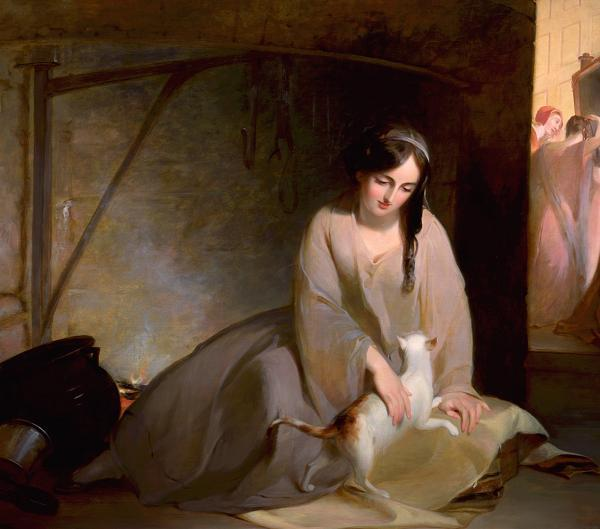
Попелюшка біля кухонного вогню, 1843, Музей мистецтв Далласа.
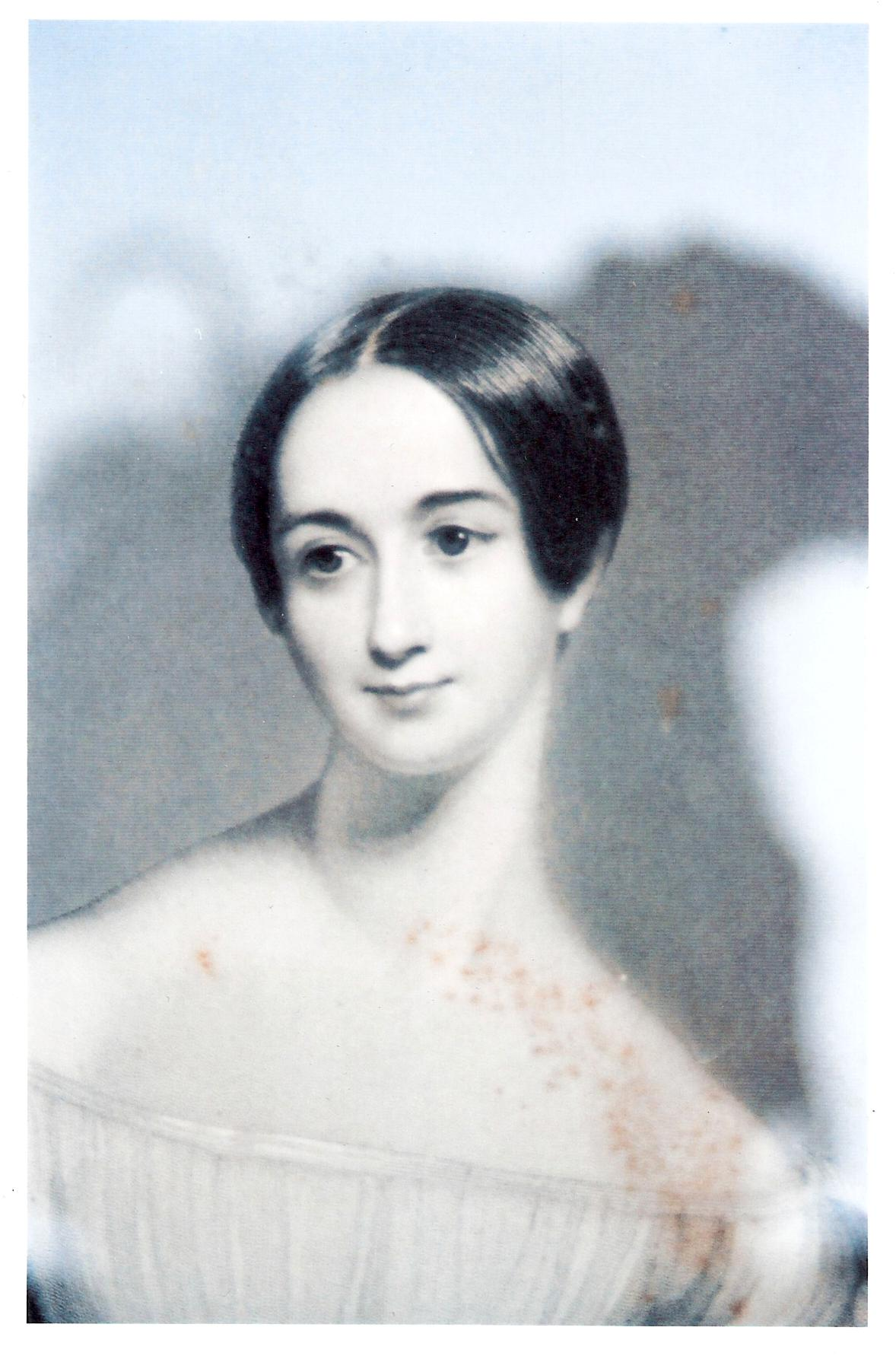
Гравірування портрета Еллі Еллі, дочки Джошуа Бейтса з Бостона (США), і дружини бельгійського державного діяча Сільвена ван де Веєра.
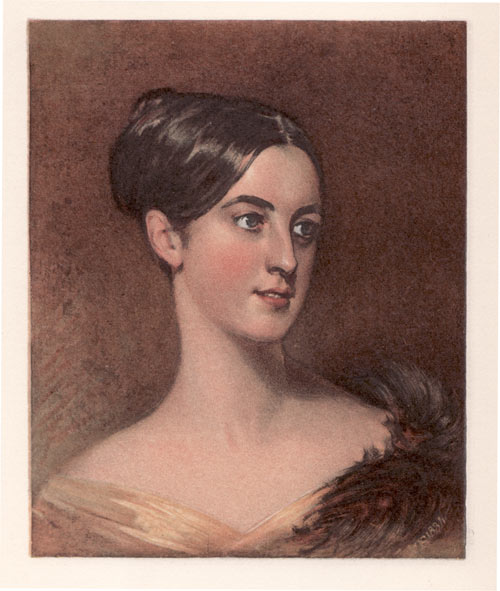
Елізабет / Еліза Уодсворт, дружина сера Чарльза Мюррея.
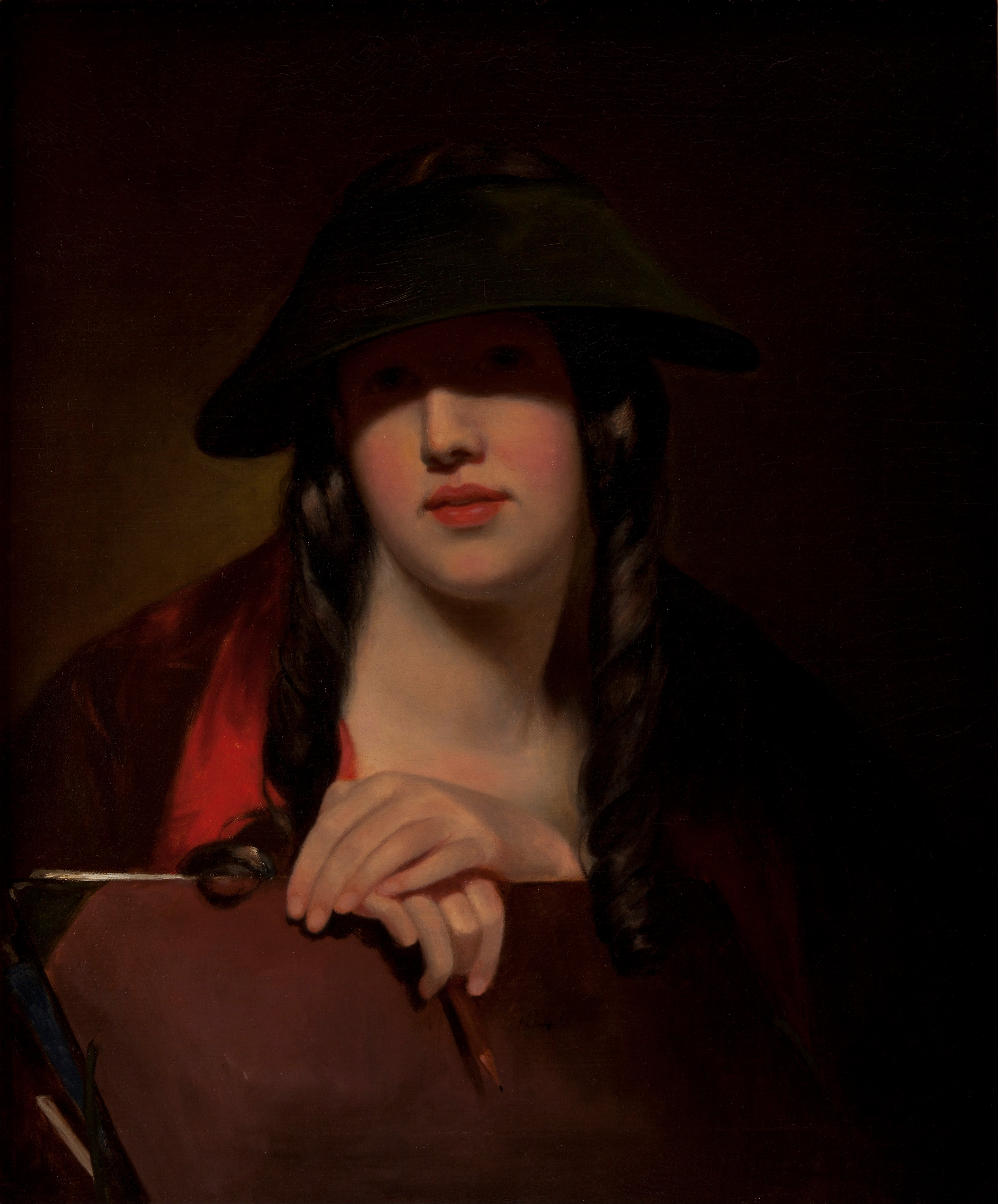
Студент, дочка Саллі Розалі, 1848 рік.
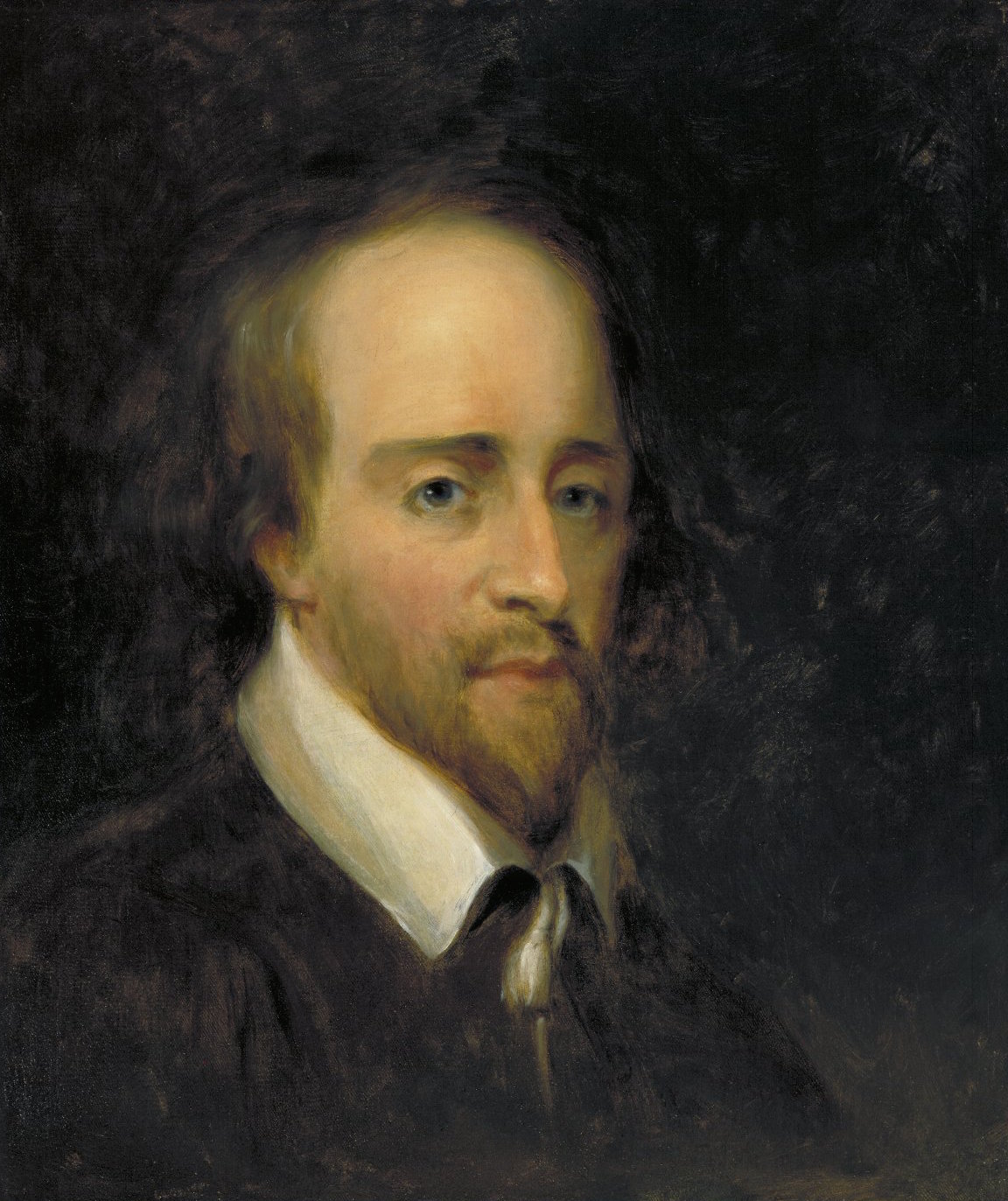
Портрет Шекспіра, 1864 р., папка Шекспірівської бібліотеки.
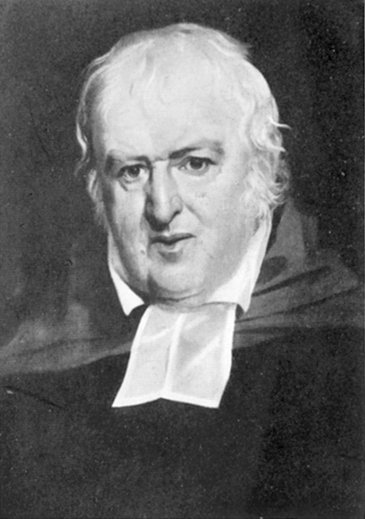
Портрет преподобного Джона Ендрюса Д.Д., провинець університету Пенсільванії.
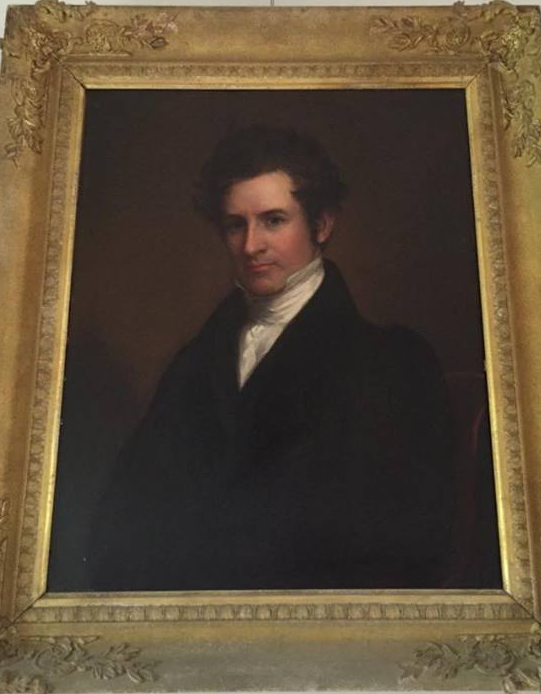
Портрет Бенджаміна Огла Тейлоа, американського бізнесмена, бон живанта, дипломата та впливового політичного діяча у Вашингтоні, округ Колумбія, протягом першої половини 19 століття. Син Джона Тейлоя III.
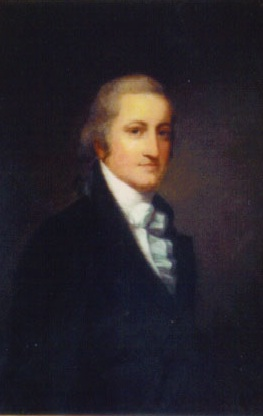
Джон Тейло III, репродукція Томаса Саллі з оригіналу Гілберта Стюарта.
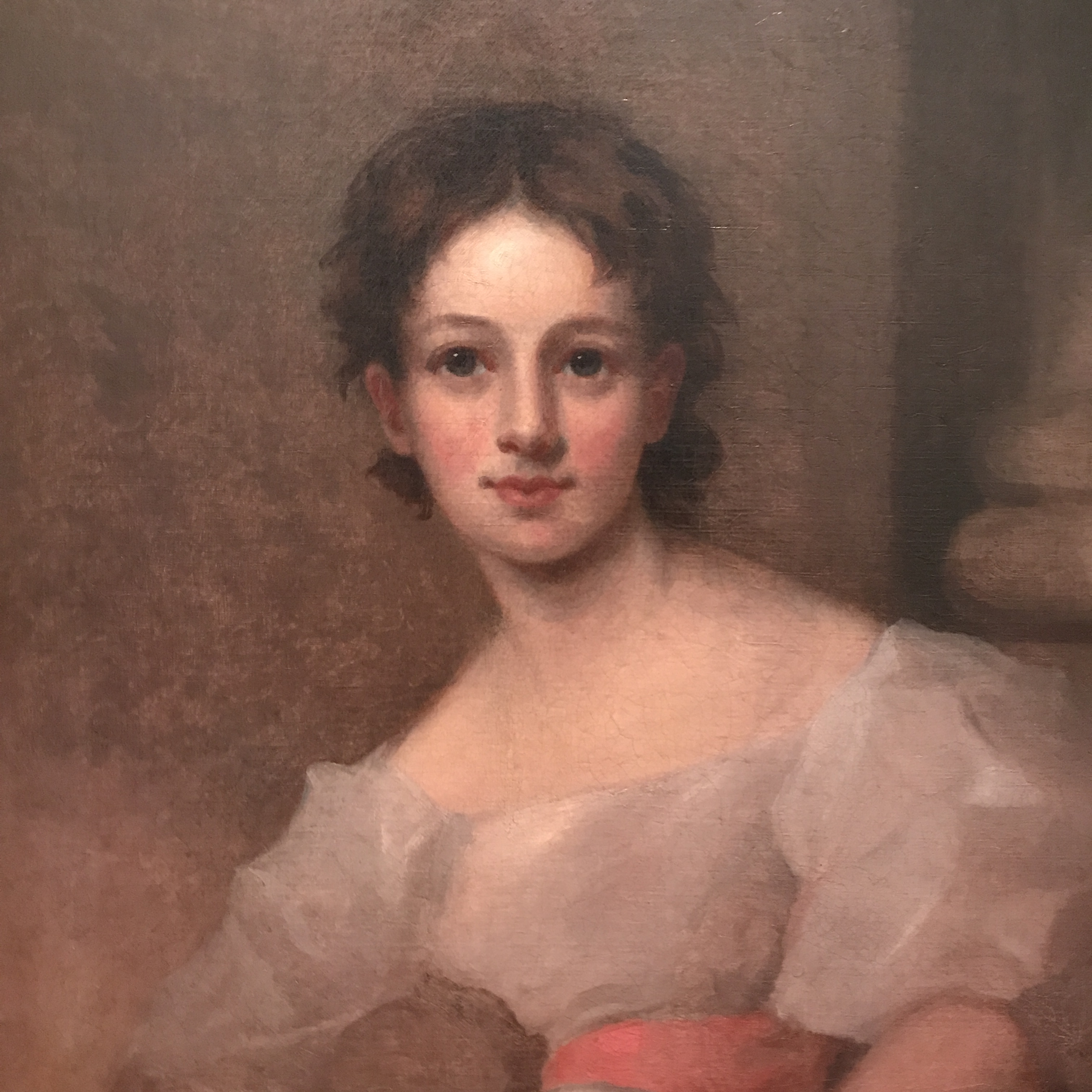
Портрет міс Марі Луїз Паркер.
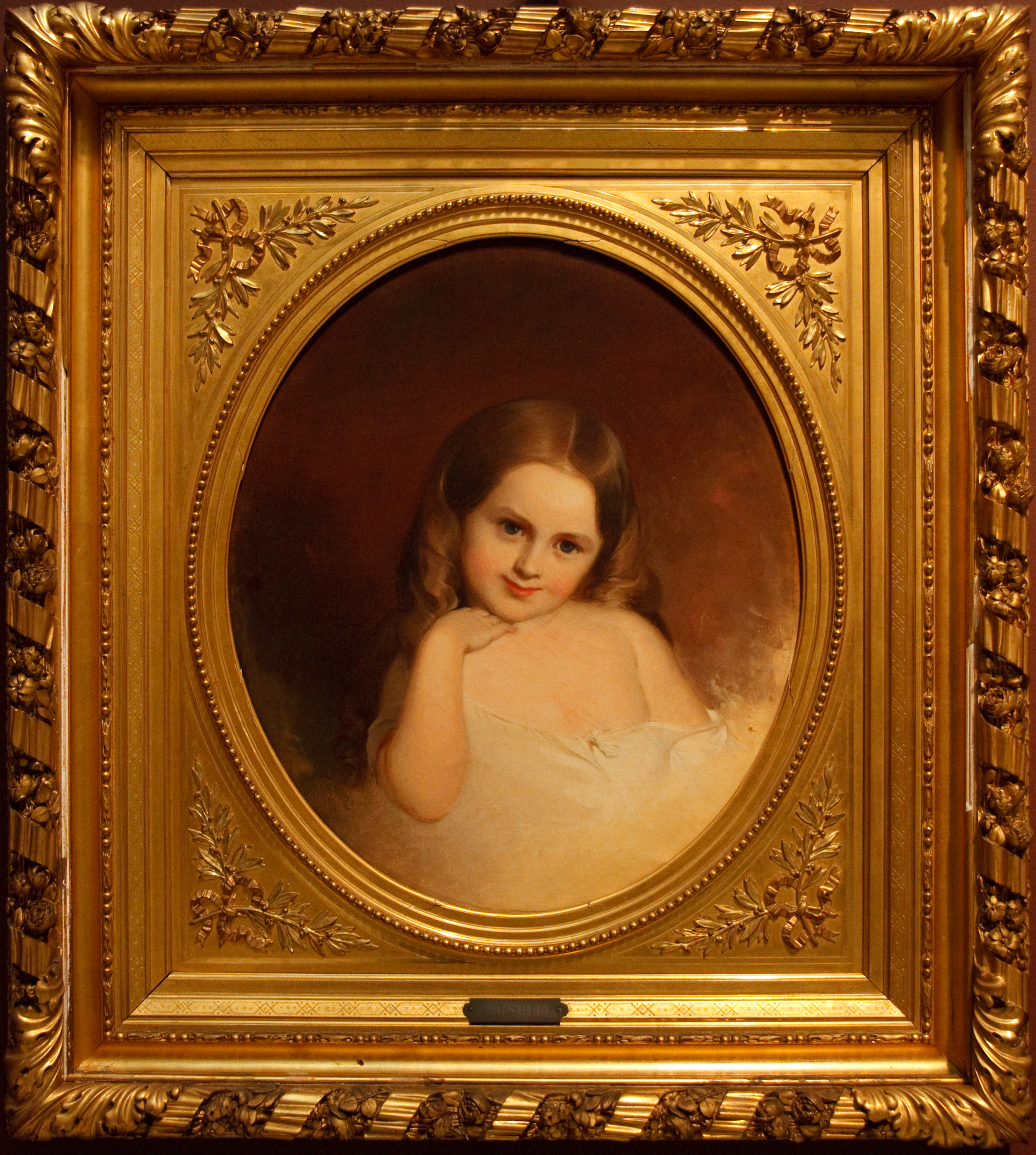
Розалі Шпанг, 1848 рік.